# Степне (Тайиншинський район)
Степне́ (каз. Степное) — село у складі Тайиншинського району Північноказахстанської області Казахстану. Входить до складу Краснополянський сільського округу, раніше було у складі ліквідованої Озерної сільської ради.
Населення — 79 осіб (2021; 149 у 2009, 217 у 1999, 267 у 1989).
Національний склад станом на 1989 рік:
- поляки — 68 %.